# Museo Ferrari
Il Museo Ferrari, chiamato Galleria Ferrari fino all'aprile 2011, è un museo di automobili che si trova a circa 300 m dagli stabilimenti Ferrari di Maranello, vicino a Modena. È dedicato alla casa automobilistica del cavallino rampante.
Non colleziona solamente automobili, ma espone anche premi, fotografie ed altri oggetti storici relativi alla storia dell'automobilismo italiano. L'esibizione introduce anche innovazioni tecnologiche, molte delle quali sono la transizione tra le vetture da competizione e i modelli da strada.
Il museo è stato aperto nel febbraio del 1990, ed una nuova ala è stata aggiunta nell'ottobre del 2004. La Ferrari subentrò nella gestione del museo nel 1995.
La superficie totale è ora 2500 metri quadri ed il numero annuale di visitatori del museo è di circa 344 000.
L'esibizione è per la maggior parte la combinazione di vetture Ferrari da strada e da competizione. Molti di questi esemplari sono diventati icona dell'automobilismo.

## Riproduzione della cittadella
Visitando la sala dedicata alla cittadella Ferrari, i visitatori del museo potranno virtualmente entrare nel cuore degli stabilimenti di Maranello dallo storico ingresso di via Abetone Inferiore, lo stesso da cui nel 1947 uscì la prima Ferrari, la 125 S. La ricostruzione scenografica della struttura interna del viale Enzo Ferrari e delle vie dedicate ai grandi campioni di F1 guida i visitatori attraverso le firme dei più celebri nomi dell'architettura internazionale. 
Si parte dall'evoluzione della fabbrica dal 1947 a oggi, per arrivare a vedere da vicino, attraverso immagini, video e plastici, gli edifici che compongono la realtà della Ferrari. Renzo Piano, Jean Nouvel, Marco Visconti, Massimiliano Fuksas e Luigi Sturchio hanno contribuito alla creazione di un complesso architettonico organico, composto oggi da ambienti caratterizzati individualmente, ma legati da un unico intento generativo.
Trait d'union di questo percorso urbanistico-architettonico è il programma Formula Uomo, una filosofia che regola la vita e i processi alla Ferrari, mettendo l'individuo, fulcro del rinnovamento aziendale, al centro di tutte le attività, e che si declina in una serie di servizi dedicati alla persona (visite mediche gratuite per la famiglia, libri scolastici per i figli dei dipendenti, palestra e prestiti agevolati, per nominarne alcuni) e ambienti di lavoro eccellenti che hanno come priorità la qualità della vita delle persone. Luminosità, climatizzazione, basso impatto ambientale, sicurezza, controllo della rumorosità, aree di ristoro e veri e propri giardini anche all'interno degli edifici sono le caratteristiche fondamentali che hanno portato la Ferrari, per estetica, funzionalità degli spazi e qualità dell'ambiente, ad ottenere di recente il premio di Best Place to Work in Europe.
Un'estetica suggestiva in sintonia a livello urbanistico e nel rispetto dell'ambiente circostante. La Ferrari infatti produce interamente le sue vetture in un unico sito, avvalendosi di risorse rinnovabili e di un impianto fotovoltaico e di Trigenerazione a cui sono dedicati ulteriori approfondimenti in mostra. Grazie ad essi la Casa di Maranello è indipendente in termini di energia ed ha potuto abbattere le emissioni di CO2 del 76%.

## Le auto esposte

### Ferrari Enzo (2002)
Dedicata al fondatore dell'Azienda, si inserisce nel filone delle serie speciali, uniche per prestazioni ed esclusive per numero di esemplari. Si tratta di una vettura di eccellenza prodotta in 399 esemplari, sviluppati per un uso stradale, una sintesi dei più avanzati contenuti tecnologici messi a punto nella Formula 1. Anche il 12 cilindri a V di 65° è analogo a quello di una F1 in termini di potenza e prestazioni, con 660 CV a 7800 giri/minuto e una velocità massima che supera ampiamente i 350 km/h. Le accelerazioni sono impressionanti: 3,65 secondi da 0 a 100 km/h e 9,5 da 0 a 200 km/h. Il cambio è a gestione elettronica e la frizione ha tempi di cambiata ridottissimi (150 millisecondi) a seconda delle modalità di uso impostate direttamente dal pilota, che possono essere di tipo Sport o Race.

### Ferrari F1-90
La sigla della monoposto della stagione 1990 era 641 del progetto del telaio, che viene poi denominata semplicemente F1-90, per continuità rispetto alle monoposto delle stagioni precedenti. Tecnicamente le novità più evidenti del progetto riguardano le sospensioni a barre di torsione, considerate le migliori disponibili. Alain Prost intanto ha fatto il suo ingresso nel team di Formula 1 e porta a Maranello con la F1-90 la vittoria in Brasile, Messico, Germania e Francia, dove ottenne la centesima vittoria in Formula Uno alla Ferrari.

### Modello Millechili
Il modello “Millechili” esposto nella sala Formula Uomo è una concept car realizzata nel 2007: sintetizza le soluzioni tecnologiche che la Ferrari sta analizzando nell'ottica della continua evoluzione del veicolo nel suo complesso, offrendo indicazioni importanti sui temi chiave che caratterizzeranno le Ferrari di domani.
La riduzione del peso è uno dei terreni di ricerca costante in Ferrari, poiché influenza positivamente non solo la prestazione assoluta, ma anche il piacere di guida e l'efficienza della vettura. Alcune soluzioni tecniche immaginate per la Millechili sono state applicate sui più recenti modelli di vetture stradali Ferrari, altre sono in fase di applicazione sperimentale, altre ancora vedranno la luce in un futuro più lontano. 
Dal modello è derivato anche il nome del laboratorio “Millechili” presso la Facoltà di Ingegneria dell'Università di Modena e Reggio Emilia per lo sviluppo di progetti di ricerca in collaborazione con Ferrari, mirati specificamente alla riduzione del peso delle vetture.

### Basamento Motore 16 Cilindri
Il basamento motore viene prodotto nel reparto Fonderia attraverso la fusione di alluminio con il 7% di silicio (a circa 760 °C) in conchiglia. Le cavità interne sono realizzate grazie all'utilizzo di anime in sabbia, successivamente eliminate con processi termici. Il pezzo esposto, dal peso di circa 45 kg, è ancora dotato delle cosiddette “materozze”, appendici di alluminio risultanti dalla fusione che vengono poi eliminati nelle fasi successive di lavorazione. Dopo la fusione, tutti i pezzi vengono sottoposti a trattamento termico di tempra ed invecchiamento e a diversi controlli dimensionali e di conformità strutturale (raggi X), per poi passare al reparto Lavorazioni Meccaniche Motore.

### Albero Motore 32 Cilindri
L'albero motore esposto, in parte grezzo e in parte finito, evidenzia le lavorazioni cui viene sottoposto nel reparto Lavorazioni Meccaniche Motori. Il tempo di attraversamento del reparto è di circa 20 giornate lavorative e prevede varie fasi: lavorazione meccanica, trattamento termico e finitura. Si tratta di operazioni complesse e delicate, in quanto l'albero è l'autentica spina dorsale del motore: nell'intero processo di lavorazione questo componente perde circa il 50% del suo peso.

### Testata Motore 64 cilindri
Il processo di lavorazione delle testate motore comprende diverse fasi, tra cui il controllo delle tenute (circuiti olio e acqua), il completamento del gruppo punterie, fino all'area di superfinitura. L'operazione robotizzata di piantaggio sede e guida valvola avviene tramite un processo di interferenza termica. La sede valvola viene raffreddata nell'azoto liquido ad una temperatura di –196 °C, che ne riduce il volume dai 40 ai 60 micron. Allo stesso tempo la testata è riscaldata a 160 °C, con un aumento di volume pari a 0,12-0,15 mm². Il robot inserisce la sede valvola nella testa cilindri; a fine piantaggio la testa viene immersa nell'acqua: lo shock termico rende l'accoppiamento con la sede indissolubile.

## Sala Granturismo
A soli due anni dalla prima vettura, la Ferrari già alimentava il mito che sarebbe diventata attraverso la partecipazione alle più importanti competizioni internazionali e al susseguirsi di successi sportivi. In particolare nel 1949 la prima vittoria alla prestigiosa 24 Ore di Le Mans della 166 MM berlinetta di Luigi Chinetti, il primo importatore Ferrari negli Stati Uniti, portò al marchio Ferrari una notorietà internazionale enorme e una visibilità crescente tra gli ambienti del jet set e del cinema. Molti nomi famosi iniziarono a desiderare di possedere e guidare una Ferrari.
Da qui la nascita del primo modello stradale, la 166 Inter, derivazione dei modelli 166 Sport ma destinato al turismo veloce. Da allora il desiderio di Enzo Ferrari è sempre stato quello di produrre vetture che stupissero e affascinassero, realizzando modelli eccezionali per le prestazioni e la loro bellezza, ancora oggi ambiti dai collezionisti, come la 250 Spider California, la 365 GTB/4 “Daytona”, la Dino 246 GT o la 250 Testa Rossa. 
È una bellezza che ha incantato personalità di rilievo internazionale come Re Leopoldo del Belgio, il Principe Bernard d'Olanda, lo Shah di Persia, il Re del Marocco; tra gli italiani più famosi si possono ricordare Gianni Agnelli, Anna Magnani, Roberto Rossellini, insieme ad altre star del cinema e dello spettacolo come Catherine Deneuve, Paul Newman, Frank Sinatra e molti altri ancora. 
Nessun personaggio famoso ha saputo resistere alle vetture Ferrari e molti sono diventati clienti devoti già a partire dagli anni '50. Ancora oggi le Ferrari, oltre che esempi di eccellenza tecnologica e di stile, rappresentano uno status symbol, oggetti di culto e un autentico mito del nostro tempo.

### Le serie speciali e il transfer tecnologico
Nonostante il crescente successo commerciale e di immagine della produzione stradale, le corse restano per Enzo Ferrari il cuore pulsante della sua attività, fonte di notorietà e di soluzioni tecniche per lo sviluppo dei modelli Granturismo, attraverso il cosiddetto ‘transfer tecnologico’ che caratterizza ancora oggi le vetture Ferrari e che unisce le due anime dell'Azienda.
In particolare le serie speciali, ovvero quei modelli prodotti in un numero limitato di esemplari per i clienti più esigenti, rappresentano sin dalla loro comparsa nella produzione di gamma (la prima fu la GTO nel 1984) vetture particolarmente innovative e performanti, risultato evidente dell'esperienza Ferrari nelle competizioni e dello sviluppo reso possibile in particolare grazie alla Formula Uno, spesso avanguardia di soluzioni implementate successivamente nei modelli di gamma.
Motori e modellini della Galleria del Vento
Il trasferimento di contenuti tecnologici dalla pista alla strada di cui le vetture Granturismo esposte nella sala sono esempi tangibili è rappresentato da una lunga serie di motori e di modellini di monoposto Ferrari in scala 1:3 dal 1986 al 1998 utilizzati per i test aerodinamici nella Galleria del Vento.
Manichino Ferrari 250 GTO (1962)
È esposto nella sala un esempio di manichino per la verifica delle forme carrozzeria utilizzato negli anni '50 e '60 negli storici Stabilimenti Scaglietti di Modena, da dove sono uscite alcune fra le più belle vetture del mondo.

### Le vetture esposte

#### Ferrari 166 Inter (1949)
I modelli 166 Inter sono stati prodotti tra il 1948 e il 1950 ed erano le versioni stradali delle vetture 166 Sport, come ad esempio le 166 MM Barchetta. Di solito la loro carrozzeria era di tipo coupé, ma quattro esemplari furono realizzati in forma di cabriolet, tre dagli Stabilimenti Farina e uno da Bertone.
Tutti i migliori carrozzieri italiani realizzarono un "vestito" per questa serie di modelli, ciascuno secondo la propria interpretazione. Oltre agli Stabilimenti Farina, a Bertone ed alla Carrozzeria Touring (di cui il telaio esposto è un esempio), ci furono anche vetture carrozzate da Ghia e Vignale. Ogni vettura era costruita a mano ed il cliente aveva l'opportunità di soddisfare le sue personali esigenze stilistiche, rendendo ogni automobile un esemplare unico. Tra un'auto e l'altra si potevano cogliere numerose differenze di dettaglio, a volte nella griglia del radiatore o magari nella disposizione dei gruppi ottici. Il modello esposto presenta il tettuccio apribile, da cui il nome “Aerlux”. Le caratteristiche di artigianalità e di possibilità di personalizzazione sono ancora oggi presenti nelle vetture Ferrari: ogni vettura viene infatti prodotta “su ordine”, in base alle scelte di ciascun cliente.

#### Ferrari 275 GTB/4 (1967)
La 275 GTB4, presentata al Salone di Parigi nel 1966 come evoluzione del modello base, rappresenta una tappa importante nella produzione Ferrari. È infatti la prima vettura stradale ad essere spinta dal motore a doppio albero a camme in testa, chiara trasposizione dell'esperienza agonistica alla produzione di serie.
La carrozzeria non si discosta da quella della “GTB” e l'unica variante facilmente identificabile è la protuberanza sul cofano anteriore, necessaria ad accogliere la batteria dei sei carburatori e relativo filtro d'aria. Grazie alla silhouette estremamente elegante, su disegno Pininfarina realizzato dalla Carrozzeria Scaglietti, la vettura è ancora oggi sinonimo di stile e di eleganza “made in Italy”. D'altro canto la vita stessa della vettura non è lunga perché dopo una produzione di circa 350 unità sarà sostituita dalla 365 GTB4 “Daytona”.

#### Dino 206 GT (1967)
Il nome Dino fu utilizzato per la prima volta sulle vetture Ferrari verso la fine degli anni cinquanta, e designava le monoposto di Formula 1 ed i veicoli della categoria Sport. Dino (Alfredo - N.d.T.) era il nome di battesimo del figlio di Enzo Ferrari, mancato nel 1956. Questa denominazione continuò ad essere utilizzata per identificare i veicoli con motore V6 (alla cui progettazione lavorò il giovane) e V8 nel corso dei primi anni sessanta. In seguito nel 1965 il modello Sport 166 P con motore centrale, divenuto poi 206 SP e 206 S. In effetti, questa fu la prima vettura a portare sul cofano il marchio "Dino" al posto dello stemma Ferrari. La produzione della 206 GT iniziò durante il 1968 e si protrasse fino al 1969, quando il propulsore da due litri fu rimpiazzato dall'unità da 2400 cm³. Furono. Nel corso del periodo di produzione, durato nove mesi, furono realizzati circa 150 Dino 206 GT, tutte con guida a sinistra. Le vetture di serie furono costruite su un telaio con un passo di 2280mm, realizzato secondo i tradizionali principi della Ferrari: tubolari principali di tipo longitudinale con bracci incrociati e sotto-telai incaricati di supportare i vari elementi del corpo vettura. Per queste vetture che mostravano sul cofano il marchio "Dino" fu adottata una nuova sequenza di numerazione con cifre pari, che le distingueva dalle Ferrari stradali prodotte nello stesso periodo: queste ultime, infatti, avevano la sequenza di numerazione con le cifre dispari. I primi prototipi avevano sia i numeri di telaio in cifra pari, come le Ferrari da competizione, sia i numeri di telaio in cifra dispari, come le vetture del Cavallino pensate per un uso stradale.

#### Ferrari 360 Barchetta (2000)
La 360 Barchetta è un modello unico di proprietà dell'Avvocato Luca di Montezemolo.
La vettura gli fu regalata in occasione del suo matrimonio, il 7 luglio del 2000, dall'Avvocato Gianni Agnelli, il quale confermò così la sua passione per le spider speciali.
La 360 Modena, trasformata da Pininfarina nella barchetta sogno di ogni collezionista, presenta una meccanica invariata (400 CV del V8-3600) ma parabrezza e finestrini laterali trasformati in un cupolino di protezione, come nelle Sport anni '50 o nelle "Endurance" per la 24 ore di Le Mans. Un'auto che, nello spirito, ricorda la prima Ferrari che l'Avvocato Agnelli si era fatto costruire in passato: la 166 MM del 1950 che il Museo ha già avuto il piacere di ospitare in passato.

#### Ferrari SA APERTA (2010)
Presentata al Salone dell'Automobile di Parigi nel 2010, la SA APERTA è una serie speciale prodotta in tiratura limitatissima di 80 esemplari. 80 come gli anni della Pininfarina che la Ferrari ha voluto celebrare rendendo omaggio nella sigla anche a Sergio e Andrea che hanno legato il nome della loro azienda ai modelli di più grande successo della Casa di Maranello.
La SA APERTA è una vera e propria roadster che consente di vivere en plein air le emozioni offerte dalla tradizionale architettura con propulsore V12 anteriore.
Con i suoi 670 CV la SA APERTA interpreta lo spirito sportivo della 599, incorporando la tecnologia Ferrari più avanzata per prestazioni di assoluta eccellenza e il massimo divertimento di guida. Il design sportivo anche degli interni si caratterizza per il ricorso a materiali, trattamenti e colori particolarmente ricercati, che grazie alle infinite combinazioni possibili rendono ogni esemplare della SA APERTA un pezzo unico al mondo.

#### Ferrari 458 Italia (2009)
La nuova Ferrari 458 Italia, berlinetta due posti 8 cilindri a motore posteriore–centrale presentata ufficialmente al Salone Internazionale dell'Auto di Francoforte 2009, è una sintesi di innovazione tecnologica, creatività, stile, passione. 
Una sintesi che rappresenta il nostro Paese, al quale la Ferrari ha voluto rendere omaggio anche nel nome.
La 458 Italia rappresenta un concentrato di innovazione, risultato anche dell'esperienza Ferrari nelle competizioni. Un'esperienza presente non solo in virtù di un trasferimento puramente tecnologico, ma anche "emozionale" con un forte accento posto sul connubio quasi simbiotico pilota-vettura, concepito proprio per rispondere alle aspettative e alle ambizioni della clientela più appassionata. Il design, realizzato da Pininfarina, è un'ulteriore conferma della profonda cesura che questa nuova vettura crea rispetto al passato. Lo stile si basa su una forma compatta e filante, espressione dei concetti di essenzialità, efficienza e leggerezza cui il progetto è ispirato.
Questa nuova Ferrari rappresenta un ulteriore importante passo verso l'obiettivo di riduzione delle emissioni. Nonostante il sensibile aumento di potenza del nuovo motore rispetto ai V8 precedenti, la 458 Italia è omologata con un consumo nel ciclo ECE+EUDC di 13,7 l/100 km e un valore di emissione di CO2 pari a 320 g/km, il migliore valore nel mercato di riferimento.

## Sala delle Vittorie

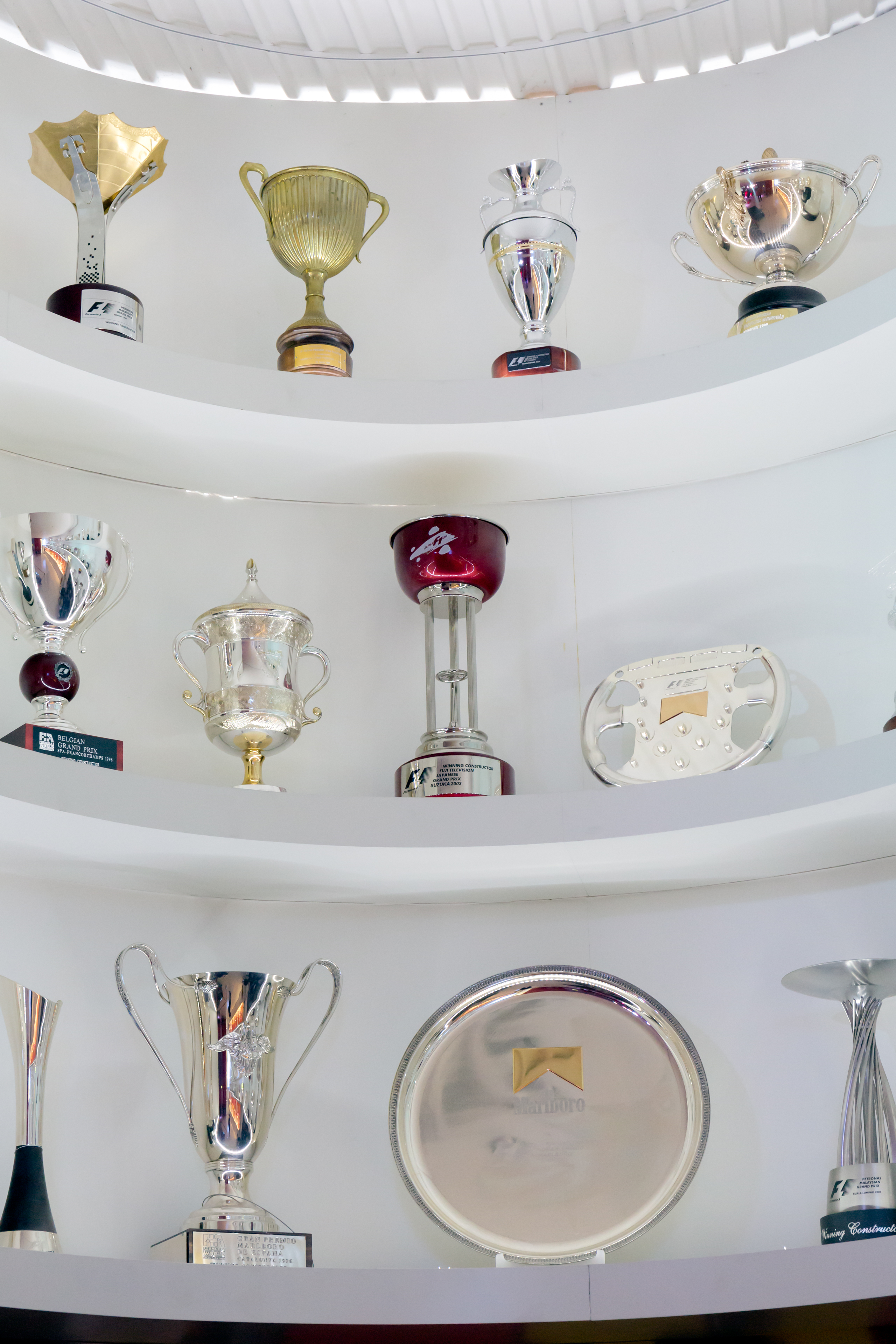
Alcuni trofei esposti al museo

Dal 1950 ad oggi, Ferrari è l'unica Scuderia ad aver partecipato a tutte le stagioni di Formula Uno, anche nei momenti difficili della massima Formula dell'automobilismo, quando altre case hanno deciso di abbandonare. Da allora, la Scuderia Ferrari ha ottenuto e mantenuto tutti i primati, vincendo ben 15 Titoli Mondiali Piloti e 16 Titoli Mondiali Costruttori. Il Titolo Costruttori fu introdotto nel 1958, e Ferrari lo vinse per la prima volta nel 1961, con la monoposto 156 F1 guidata da Phil Hill, che guadagnò anche il Titolo Piloti.

### I trofei
A circa un anno di distanza dalla prima gara di Formula Uno a Silverstone nel maggio 1950, nello stesso circuito, in occasione del Gran Premio di Gran Bretagna del 14 luglio 1951, Ferrari ottiene la sua prima vittoria con la monoposto 375 F1 del pilota argentino Froilan Gonzales, detto "el cabezon" per la sua grossa testa. 
Da quel primo trofeo a tutto il 2009, Ferrari ha accumulato in Formula Uno ben 233 Gran Premi vinti.
Nella sala sono esposti oltre 110 trofei, patrimonio del museo Galleria Ferrari, a partire dagli anni '50 fino all'ultimo conquistato da Fernando Alonso nel Gran Premio di Spagna 2013, a bordo della Ferrari F138.

### Campioni del Mondo
In 60 anni di storia in Formula 1, hanno corso per la Scuderia Ferrari centinaia di piloti ufficiali e gentlemen drivers.
Nove sono ad oggi in totale i Campioni del Mondo, che abbiamo voluto qui celebrare attraverso i caschi originali, in parte patrimonio del museo e in parte provenienti da collezioni private, esposti accanto al modello della monoposto con cui hanno conquistato il titolo. ***

#### I piloti
| Alberto Ascari     | Titoli Piloti 1952-1953  | Monoposto Ferrari 500 F2                                 |
| Juan Manuel Fangio | Titolo Piloti 1956       | Monoposto Ferrari D50                                    |
| Mike Hawthorn      | Titolo Piloti 1958       | Monoposto Ferrari 246 F1                                 |
| Phil Hill          | Titolo Piloti 1961       | Monoposto Ferrari 156 F1                                 |
| John Surtees       | Titolo Piloti 1964       | Monoposto Ferrari 158 F1                                 |
| Niki Lauda         | Titoli Piloti 1975, 1977 | Monoposto Ferrari 312 T, 312 T2                          |
| Jody Scheckter     | Titolo Piloti 1979       | Monoposto Ferrari 312 T4                                 |
| Michael Schumacher | Titoli Piloti 2000-2004  | Monoposto Ferrari F1-2000, F2001, F2002, F2003-GA, F2004 |
| Kimi Räikkönen     | Titolo Piloti 2007       | Monoposto Ferrari F2007                                  |

#### I modelli
Nella vetrina sono esposti anche i modelli in scala 1:12 delle monoposto che hanno ottenuto il Titolo Mondiale, dal 1952 al 1982 (non è presente soltanto il modello della 126C3, Campione del Mondo Costruttori nel 1983):
| Ferrari 500 F2 | Titolo Piloti               | 1952-1953 |               |      |
| Ferrari D50    | Titolo Piloti               | 1956      |               |      |
| Ferrari 246 F1 | Titolo Piloti               | 1958      |               |      |
| Ferrari 156 F1 | Titolo Piloti e Costruttori | 1961      |               |      |
| Ferrari 158 F1 | Titolo Piloti e Costruttori | 1964      |               |      |
| Ferrari 312 T  | Titolo Piloti e Costruttori | 1975      |               |      |
| Ferrari 312 T2 | Titolo Costruttori          | 1976      | Titolo Piloti | 1977 |
| Ferrari 312 T4 | Titolo Piloti               | 1979      |               |      |
| Ferrari 126 C2 | Titolo Costruttori          | 1982      |               |      |

#### Le Monoposto dal 1999 al 2008
Un altro record assoluto: ben 8 vittorie in 10 anni. Questo il successo più clamoroso della Scuderia Ferrari dalla sua nascita ad oggi. Un traguardo che abbiamo voluto rappresentare con questa suggestiva panoramica di monoposto che ripercorrono le tappe più significative di un percorso storico e tecnologico, finora ineguagliato, dal 1999 al 2008.
 Ferrari F399 – Titolo Costruttori 1999 
Nel 1999 e dopo sedici anni la Ferrari torna a vincere il titolo Costruttori. Protagonisti dell'impresa sono Michael Schumacher, Eddie Irvine e Mika Salo. Il finlandese sostituisce per sei gare il pilota tedesco, feritosi in un incidente a Silverstone. Michael, vittorioso ad inizio stagione ad Imola e a Monte Carlo, torna per gli ultimi due Gran Premi per aiutare il team ed Eddie, ancora in lotta per il titolo piloti. L'irlandese, dopo il successo in apertura in Australia, s'impone in Austria, in Germania ed in Malesia ma, così come accaduto nelle due stagioni precedenti, perde il mondiale all'ultima gara, nuovamente a Suzuka e sempre a vantaggio della McLaren di Mika Hakkinen.
 Ferrari F1-2000 – Titolo Piloti e Costruttori 2000 
La F1-2000 nacque sulla base concettuale della F399. Fu oggetto di affinamenti aerodinamici, con particolare attenzione alla distribuzione dei pesi e all'abbassamento del baricentro. Il 10 cilindri siglato 049 è giunto a toccare gli 810 CV di potenza, divenendo sempre più leggero e compatto grazie all'impiego di leghe speciali. Schumacher riuscì fin dall'inizio a sfruttare le qualità della F1-2000 assicurandosi le prime 3 gare della stagione. La parte centrale del Campionato ha visto il pilota tedesco perdere terreno, mentre il suo rendimento è divenuto nuovamente eccellente nell'ultima parte del Mondiale, in cui ha conquistato il Titolo Mondiale Piloti grazie a quattro vittorie consecutive, dopo ventuno anni di attesa.
 Ferrari F2001 - Titolo Piloti e Costruttori 2001 
La filosofia progettuale che ispira la F2001 è inedita e le differenze con la F1-2000 sono numerose. Anche a causa delle nuove norme regolamentari viene modificata radicalmente l'aerodinamica, con il muso più basso, l'ala anteriore più alta e le pance laterali più lunghe. Il propulsore, lo 050, è portante e montato longitudinalmente, così come il cambio scatolato in titanio. Nella parte posteriore si è mantenuta la soluzione degli scarichi a periscopio. La stagione parte subito bene, con l'esordio vincente di Schumacher in Australia e la doppietta a Sepang. Alla fine si contano 9 vittorie che assicurano la vittoria nel Mondiale Costruttori e in quello Piloti.
 Ferrari F2002 - Titolo Piloti e Costruttori 2002 
Nonostante l'apparente somiglianza con la F2001, la nuova monoposto F2002 è stata completamente riprogettata per ottenere miglioramenti nelle prestazioni: le novità principali non stanno tanto nel motore, evoluzione del già potente 10 cilindri del 2001, quanto nell'aerodinamica e nella trasmissione. I risultati che la Scuderia Ferrari riesce ad ottenere con questa vettura sono a dir poco sbalorditivi: 15 vittorie su 17 Gran Premi disputati, 9 doppiette e 10 pole position. Il 2002 è quindi l'anno del terzo Titolo Mondiale Piloti consecutivo per Schumacher e del quarto Costruttori consecutivo per la Ferrari.
 Ferrari F2003-GA Titolo Piloti e Costruttori 2003 
La schiacciante superiorità mostrata dalla Scuderia Ferrari e da Michael Schumacher nel corso della stagione 2002 ha indotto la Federazione a introdurre importanti modifiche al regolamento, nel tentativo di livellare i valori in campo e di dar vita a un Mondiale più combattuto. Le novità più rivoluzionarie hanno interessato le prove e il sistema di assegnazione dei punti. Le modifiche hanno centrato l'obiettivo: il Mondiale ha visto tre piloti in lotta per la conquista del titolo sino alla fine del Campionato. Grazie a sei vittorie e diversi piazzamenti a podio Michael Schumacher si è riconfermato campione del mondo per il quarto anno consecutivo, così come la Scuderia, ancora prima fra i Costruttori.
 Ferrari F2004 - Titolo Piloti e Costruttori 2004 
È la cinquantesima monoposto costruita dalla Ferrari per partecipare al Campionato del Mondo di Formula 1.
Il progetto, contraddistinto dalla sigla 655, rappresenta un'ulteriore evoluzione dei concetti già espressi nella F2003-GA. Mentre le principali avversarie della Casa di Maranello nella rincorsa al titolo 2004 hanno presentato monoposto dall'aerodinamica decisamente esasperata, la Ferrari F2004, svelata a Maranello il 26 gennaio, è apparsa almeno nelle linee esterne come la logica evoluzione della monoposto campione del mondo in carica. 
Oltre al muso maggiormente inclinato verso il basso, gli interventi più significativi hanno riguardato soprattutto la parte posteriore.
 Ferrari F2007 - Titolo Piloti e Costruttori 2007 
La principale novità del Campionato 2007 riguarda la sicurezza, con l'introduzione di crash test frontali e posteriori più aggressivi e l'inserimento di una struttura realizzata in materiale composito con funzioni di protezione laterale, all'altezza dei fianchi del pilota. Tali modifiche hanno comportato un aumento del peso della vettura di poco inferiore ai 10 kg. Il telaio è stato profondamente modificato rispetto alla 248 F1 del 2006: il design è stato rivisto per alloggiare una nuova sospensione anteriore, le forme delle pance e dei loro imbocchi sono state rivedute in base alle modifiche sul sistema di raffreddamento, che comportano anche uscite dei radiatori sulla parte superiore della carrozzeria. Il passo è più lungo rispetto alla monoposto precedente. Il posteriore della vettura è molto più rastremato, potendo sfruttare la forma particolarmente scavata della parte inferiore della scatola del cambio, realizzata in carbonio. Il cambio, in posizione longitudinale, è dotato di un innovativo sistema ad innesti rapidi (sette più retromarcia). L'originale posizione degli specchietti della precedente monoposto e la disposizione degli scarichi sono rimaste inalterate.
 Ferrari F2008 - Titolo Costruttori 2008 
Nel 2008 viene introdotto un nuovo sistema elettronico uguale per tutti i team in gara, denominato SECU (Standard Electronic Control Unit), prodotto dalla MES (McLaren Electronic Systems). Altre novità regolamentari riguardano il cambio, che dovrà essere utilizzato per quattro gran premi consecutivi, la sicurezza, con protezioni laterali più alte nella zona del casco del pilota, e i materiali, con una limitazione nella tipologia dei compositi utilizzabili. Tali novità hanno determinato un aumento del peso della vettura, l'eliminazione di una serie di aiuti nella guida come il controllo della trazione e del motore in frenata, ed una gestione più semplificata di differenziale, motore e cambiata.

## Sala delle Competizioni

### L'Ufficio di Enzo Ferrari

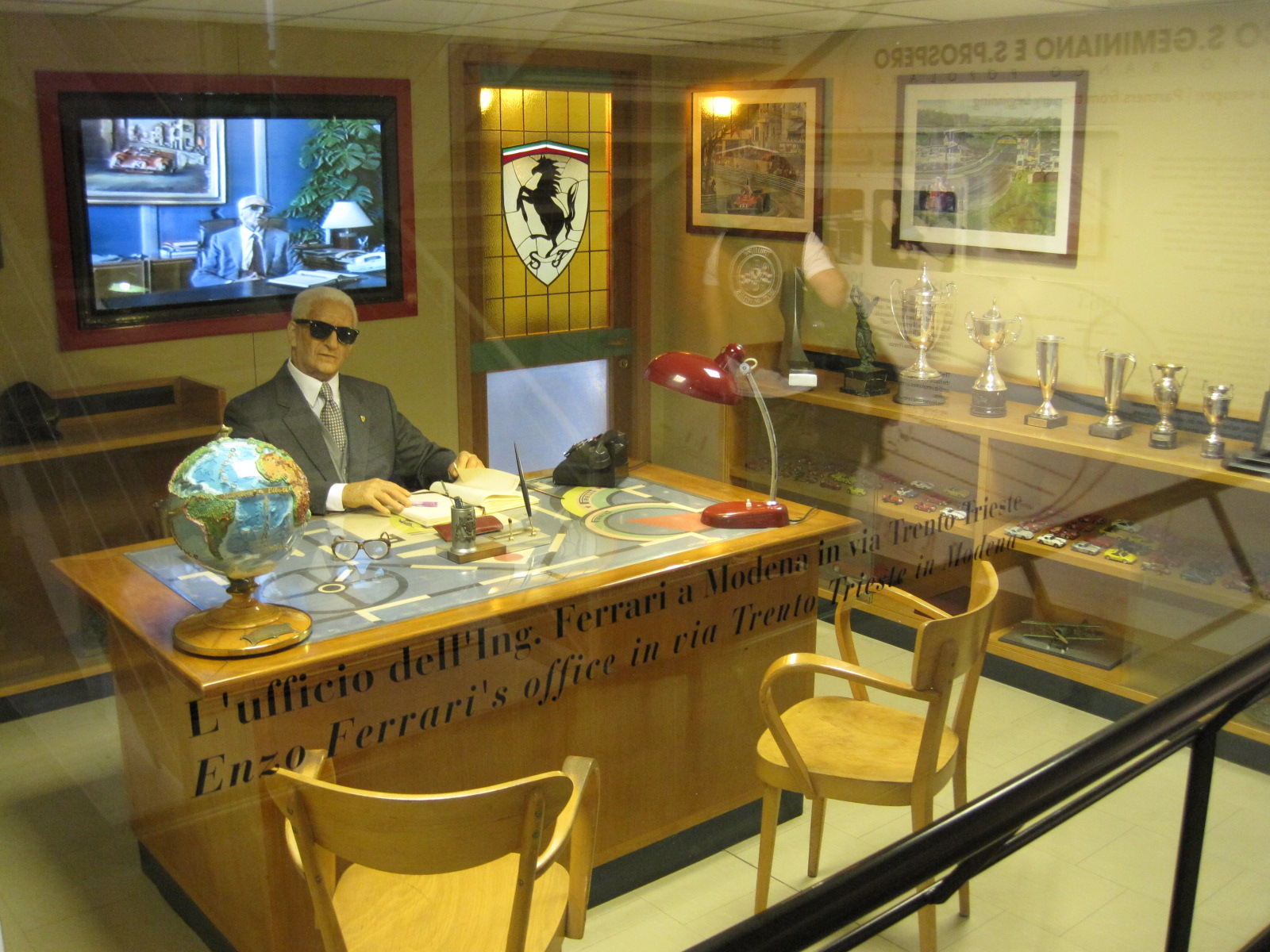
Ufficio di Enzo Ferrari

Enzo Ferrari nasce come pilota e collaudatore. La passione per le corse non lo abbandonò mai ed è per questo che in questa sala dedicata alle competizioni, in cui sono esposte vetture monoposto e Sport, è presente la ricostruzione del suo primo ufficio a Modena presso la Scuderia Ferrari che aveva sede in viale Trento Trieste (allora via Ciro Menotti). Fu fondata da Enzo Ferrari nel 1929 per far partecipare i suoi soci alle maggiori competizioni automobilistiche internazionali dell'epoca con vetture Alfa Romeo. Nel 1938 Enzo Ferrari divenne Direttore dell'Alfa Corse, poco prima di fondare la sua prima azienda costruttrice, l'Auto Avio Costruzioni, nel 1940, nella stessa sede di viale Trento Trieste. Dopo la seconda guerra mondiale si trasferì a Maranello, dove nel 1947 fondò la Ferrari, con lo scopo di costruire vetture da corsa. Nel 1950, quando viene istituito il Campionato del Mondo di Formula 1, comincia un'avventura che durerà per 60 anni. Dalla prima stagione, infatti, Ferrari è l'unica Scuderia ad avervi partecipato senza interruzione, raggiungendo traguardi ad oggi ineguagliati.

### Le vetture esposte

#### Ferrari 125 S (1947)
È la prima vettura Ferrari prodotta con il logo del Cavallino Rampante. Non è una monoposto, ma una vettura da competizione con motore 12 cilindri disegnato da Gioachino Colombo. Debuttò con Franco Cortese sul circuito di Piacenza nel maggio del 1947 con poco successo (Enzo Ferrari scrisse che si trattava di un “promettente fallimento”). Due settimane dopo Cortese vinse il Gran Premio di Roma, vicino alle Terme di Caracalla. Furono prodotti solo 3 esemplari tutti andati distrutti. In occasione della celebrazione dei 40 anni di attività, l'Azienda decise di costruire una replica basata sui disegni originali conservati nell'archivio Ferrari, che è l'esemplare esposto in Galleria. È completamente funzionante ed ha partecipato a numerosi eventi e celebrazioni.

#### Ferrari 166 F2 (1951)
Nel 1948 venne creata una nuova serie automobilistica, la Formula 2, che all'epoca consentiva solo l'uso dei tradizionali motori aspirati con una cilindrata massima di 2000 cm³. Per parteciparvi, Enzo Ferrari costruì la 166 F2 utilizzando il motore che già equipaggiava alcune delle 166 sportive precedenti. La 166 F2 debuttò il 26 settembre 1948 al Gran Premio di Firenze con Raymond Sommers al volante ottenendo subito la sua prima vittoria e corse sino al 1951 partecipando anche a qualche gara della prima stagione del Campionato di Formula 1 nel 1950.

#### Ferrari 195 Inter (1950)
Il modello 195 Inter fu uno sviluppo derivato dalla serie 166 Inter, con un passo leggermente superiore (da 2420 mm a 2500 mm) per aumentare lo spazio disponibile nell'abitacolo. Fu prodotto tra il 1950 ed il 1951 con la sequenza di numerazione dispari dei telai tipica delle vetture stradali: per queste automobili, i numeri partono dallo 081S e terminano con lo 0195S. La produzione totale fu di venticinque esemplari e, come per la serie di vetture stradali 166 Inter, anche le 195 furono utilizzate di frequente in attività agonistiche, sia da parte di amatori sia da parte di professionisti.

#### Ferrari 750 Monza (1954)
La Ferrari 750 Monza è una delle più prestigiose vetture Sport uscite dalla Casa di Maranello. Esordì alla 1000 chilometri di Monza nel 1954 piazzandosi al primo ed al secondo posto. Il propulsore, con doppio albero a camme in testa, oltre ad una buona potenza sviluppava una coppia molto elevata che rendeva la guida particolarmente redditizia. La carrozzeria di quasi tutti gli esemplari fu realizzata da Scaglietti su disegno di Dino Ferrari. Tra le altre vittorie conseguite, spicca quella ottenuta al Tourist Trophy del 1954 grazie ad una eccezionale prestazione di Hawthorn e Trintignant.

#### Ferrari 250 GT Berlinetta passo corto (1959)
Presentata al salone di Parigi nell'ottobre 1959, sintetizza molto bene l'idea dell'automobile stradale che vince le corse. Con poche modifiche (candele più fredde, gomme racing, roll-bar) si poteva prendere il via su un qualsiasi circuito e lottare per le posizioni di testa della propria categoria. Disegnata da Pininfarina e costruita con la collaborazione di Scaglietti, in principio fu realizzata in alluminio; in seguito quest'elemento fu riservato alle versioni da gara. Conseguì numerose vittorie e rimane ancora oggi una delle Ferrari più amate.

#### Ferrari 512 M (1970)
Insieme alla Ferrari 512S, di cui è una diretta evoluzione, la Ferrari 512M, dove "M" sta appunto per modificata, rappresenta un pezzo importante della storia gloriosa delle competizioni sportive internazionali degli anni '60 e '70, alle quali partecipavano le Ferrari della squadra ufficiale, ma anche delle numerose scuderie private.
Delle venticinque 512S prodotte nel 1970, 15 furono trasformate nella versione M. Sulla base delle esperienze effettuate in gara, furono potenziati i dischi dei freni posteriori e studiate nuove sospensioni.
Il motore, più leggero e potente, ricevette nuove testate sempre a 4 valvole per cilindro, che ne migliorarono il rendimento mentre la carrozzeria, in poliestere, fu resa più affusolata ed aerodinamica. Dopo l'esordio nel 1970 sul circuito di Zeltweg, la 512M prese parte successivamente anche al Mondiale Marche 1971. 
Immediatamente competitiva, fu iscritta per Ickx e Giunti alla gara finale del campionato di Austria del 1970, la 1000 km, all'Österreichring e per la prima volta superò nella stagione 1970 le Porsche con un margine piuttosto consistente, dimostrando che il divario tecnico esistente fino ad allora era stato finalmente colmato.
Il telaio qui esposto è uno dei 12 esemplari rimasti dei 15 originari.

#### Ferrari 365 GTB4 Competizione (1971)
Con la dicitura 365 GTB4 Competizione la Ferrari ha riconosciuto 18 esemplari della berlinetta 365 GTB/4 elaborata per le competizioni e utilizzata dalle scuderie collegate Chinetti, Pozzi, Filippinetti, Swaters, Hoare. La produzione di questi esemplari va dall'aprile del 1971 al giugno 1973. Ci sono varianti nell'allestimento del motore e di conseguenza nelle potenze, che oscillano intorno ai 400 cavalli. In alcuni casi è stata applicata una carrozzeria in alluminio, realizzata opportunamente dalla Scaglietti, in altri è rimasta quella in acciaio con opportuni alleggerimenti.
Il nome non ufficiale di Daytona è stato dato in ricordo della vittoria della P4 sulla omonima pista americana.

#### Ferrari 312 T4 (1979)
La 312T4, quarta evoluzione della gloriosa serie di vetture con cambio trasversale, può essere considerata la prima vera monoposto a “effetto suolo” nella storia della Ferrari. La serie è chiamata “T” per la collocazione del cambio in posizione trasversale rispetto all'assale posteriore. Il progettista Mauro Forghieri voleva così ottenere un miglior equilibrio complessivo della vettura in termini di tenuta di strada. Nel 1979 Jody Scheckter vinse il titolo mondiale piloti e il suo compagno di squadra Gilles Villeneuve contribuì in modo determinante nel riportare il titolo costruttori a Maranello.

#### Ferrari F1-89 (1989)
La principale innovazione tecnica della F1-89 è il cambio elettroidraulico, molto atteso e montato sulla monoposto progettata dall'ingegnere John Barnard. Questo tipo di cambio prevedeva per la prima volta su una vettura il comando al volante, in quanto questo veniva dotato di levette, alla destra e alla sinistra del blocco, per salire o scendere di rapporto. Il 1989 è l'anno del debutto in Ferrari di Nigel Mansell. Sia il pilota inglese che Gerhard Berger realizzano belle vittorie in Brasile, Ungheria e Portogallo.

### I motori esposti
Dalla collezione di motori originali di Formula Uno dal 1981 al 2008, patrimonio del museo, sono esposti nella sala alcuni dei più recenti motori 8 e 10 cilindri montati sulle vetture monoposto della Scuderia Campioni del Mondo dal 1999 al 2008. Tutti i motori Ferrari, anche di Formula Uno, vengono interamente realizzati a Maranello, in particolare quelli da competizione nel Reparto Motori della Gestione Sportiva Ferrari, dove vengono testati in diverse fasi, di sviluppo e appena assemblati, infine montati sulle monoposto.

### Box e muretto

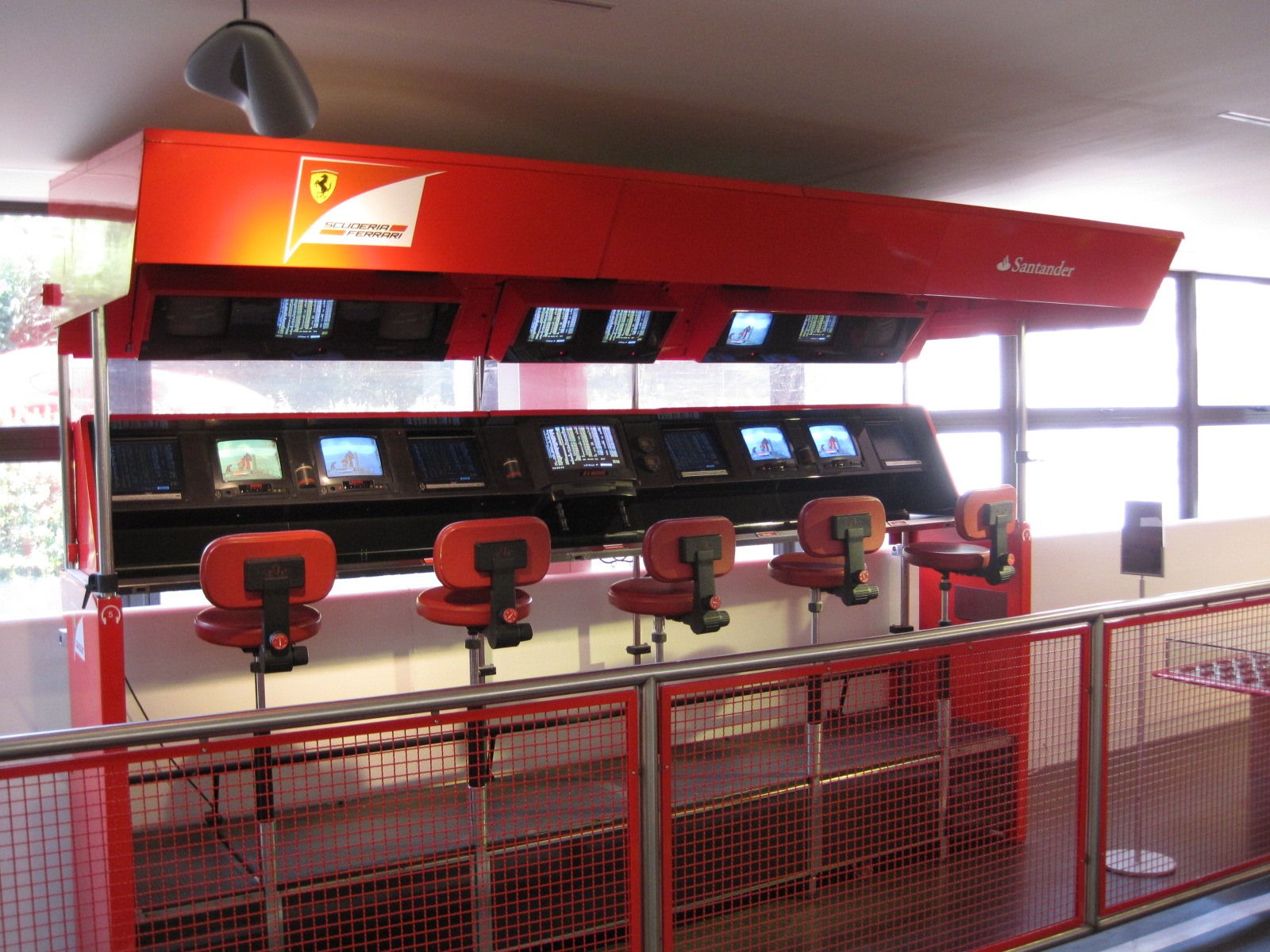
Il muretto della Formula 1

Nella ricostruzione del box Ferrari di Formula Uno al centro della sala, sono esposte alcune parti smontate della monoposto dello scorso anno, la F60. Prima e dopo ogni Gran premio le vetture vengono montate, smontate e rimontate dai meccanici che controllano ogni singolo componente per la sicurezza del pilota e l'affidabilità della vettura. I meccanici Ferrari sono in grado nel tempo di due ore di montare motore e cambio sul telaio pronto. Il team durante il Pit Stop in gara è costituito da 25 meccanici, 6 tecnici e i piloti. 
La loro priorità è quella di sincronizzare i loro sforzi e le loro azioni per garantire il miglior risultato nel minor tempo possibile. Di fronte è posizionato il muretto, il centro di controllo delle corse e l'avamposto della telemetria. I computer mostrano e analizzano i dati provenienti dai sensori installati sulle monoposto, sensori che forniscono informazioni su motore, telaio, sospensioni, aerodinamica, gomme, temperatura dell'olio. 
I dati vanno interpretati così da formulare una efficace strategia di gara. I manager e strateghi possono comunicare in tempo reale con i piloti e gli ingegneri.

### La vetrina dei memorabilia
Grazie ad affezionati collezionisti ci è possibile esporre anche oggetti originali dei più amati piloti ufficiali Ferrari, come Villeneuve, Berger, Mansell e Prost. La storia che è dietro ai guanti, ai caschi, alle tute e alle scarpe che i piloti hanno indossato durante le gare emozionano i tifosi della Ferrari di quel periodo e continuano ad emozionare i tifosi in visita al museo per la passione sportiva che sprigionano e che vive ancora oggi.

## Sala mostre temporanee

### Le vetture esposte

#### Ferrari F40 (1987)
In occasione del suo novantesimo compleanno e dei 40 anni di produzione automobilistica, Enzo Ferrari presenta nel 1987 a Maranello la F40, equipaggiata con motore a 8 cilindri di 3000 cm³ con due turbocompressori. Con una velocità massima di 324 km/h e una potenza di 478 CV a 7000 giri/min, la F40 è una vettura sensazionale, con prestazioni e contenuti tecnologici estremi, e si colloca perfettamente tra un modello da strada e un'auto da corsa, diventando un vero e proprio oggetto di culto per gli appassionati Ferrari. Il successo commerciale è straordinario: era stata pianificata una produzione di 400 esemplari ma, viste le numerose richieste, fino al 1992 ne sono state prodotte nel complesso ben 1.311.

#### Ferrari 599 XX (2009)
Partendo dalla 599 GTB Fiorano, di cui la 599 XX conserva la tradizionale architettura transaxle ed il frazionamento del propulsore, i tecnici di Maranello hanno realizzato una vettura estrema esclusivamente concepita per l'utilizzo in Pista. Meccanica ed elettronica concorrono a raggiungere il potenziale richiesto alla vettura, 700 CV a 9000 giri/min. La guida sportiva è facilitata dal Virtual Race Engineer, un sistema che visualizza in tempo reale il comportamento della vettura in Pista durante la massima performance. Il risultato è una vettura in grado di completare un giro del circuito di Fiorano in 1 minuto e 17 secondi e uno del Nürburgring, nella classica configurazione Nordschleife di 20,832 km, in meno di 7 minuti (esattamente 6'58” 16), diventando così l'auto derivata da un modello stradale più veloce nella storia del circuito tedesco. Grazie all'allestimento spartano dell'interno e all'ampio utilizzo della fibra di carbonio, la 599 XX pesa 1.330 kg, 250 kg meno di una 599 di gamma.

### Il Laboratorio Galleria Ferrari Red Campus
Realizzato in collaborazione con Shell, il nuovo laboratorio Galleria Ferrari Red Campus, ancora in fase di completamento, è uno spazio interattivo dove gli studenti delle scuole medie inferiori e superiori, ma anche gli altri ragazzi in visita al museo con le loro famiglie, possono approfondire alcuni importanti concetti studiati a scuola attraverso simulazioni e giochi.
All'interno del laboratorio, è presente una postazione di realtà aumentata, una tecnologia innovativa in grado di ricostruire virtualmente su uno schermo, attraverso un sofisticato software, un oggetto qualsiasi, per esempio un motore Ferrari, come se fosse veramente nelle nostre mani. A partire dai movimenti e dalle rotazioni applicate dall'utente ad una semplice base collegata alla postazione (una tavoletta rettangolare movibile a 360°), il software è in grado non solo di riprodurre i movimenti dell'oggetto sullo schermo, ma anche di ‘aumentare’ la realtà rappresentata, espandendo contenuti e informazioni, quando l'utente si ferma in corrispondenza di alcuni punti indicati nell'oggetto, che rappresentano aspetti e temi da approfondire.
Il laboratorio fa parte del programma Galleria Ferrari Red Campus, una serie di moduli didattici diversificati per fascia di età che permettono di approfondire gli ambiti tematici che rendono il processo produttivo dell'azienda Ferrari un modello di eccellenza affascinante per i giovani: innovazione, team, emozione.
La Formula Innovazione, il modulo relativo al tema della tecnologia, tratta in particolare gli aspetti tecnici relativi alle prestazioni, allo sviluppo e al controllo della potenza, all'ottimizzazione dei consumi, alla leggerezza, come sfida della riduzione del peso e, quindi, delle emissioni, all'aerodinamica e alla sicurezza.
La Formula Team si concentra su uno dei valori fondamentali della Ferrari, in particolare sui concetti di organizzazione e lavoro di squadra, intesi come collaborazione, coinvolgimento e motivazione di tutti per il raggiungimento degli obiettivi comuni, la gestione dell'errore, la responsabilità condivisa per il miglioramento continuo della performance.
La Formula Emozione parla dell'identità della Marca e del mito Ferrari, attraverso lo stile, il design, l'architettura e la personalizzazione.

### Atelier e personalizzazione
La vetrina presente nella sala richiama la vetrina dell'Atelier Ferrari all'interno dell'Azienda, una vera haute couture dove i clienti hanno la possibilità di personalizzare le proprie vetture fino a trasformarle in pezzi unici, scegliendo ogni dettaglio fino alle cuciture degli interni in pelle e al colore delle pinze dei freni.